# Mjøsa
Mjøsa is een meer in Noorwegen dat in de provincies Oppland, Hedmark en Akershus ligt.
Het ligt in het zuiden van het land (100 kilometer ten noorden van Oslo). Van de zuidelijkste punt Eidsvoll tot de noordelijkste punt Lillehammer is het meer 117 kilometer lang. Het breedste stuk (bij Hamar) is 15 kilometer breed. Het meer beslaat 365 km², ligt gemiddeld 123 meter boven zeeniveau en het diepste punt is 468 meter.
De steden Hamar, Gjøvik en Lillehammer liggen allen aan de Mjøsa.
De naam Mjøsa (Oudnoords: Mjörs, Oernoords: *Merso) is heel oud en betekent waarschijnlijk De stralende.
Het Mjøsa-meer is in het verleden veelvuldig gebruikt om op te schaatsen. Bij Hamar zijn in 1894 en 1895 respectievelijk het EK allround en WK allround voor mannen georganiseerd. Op het Mjøsa-meer is de basis gelegd van Hamar als het epicentrum van de schaatssport in Noorwegen.

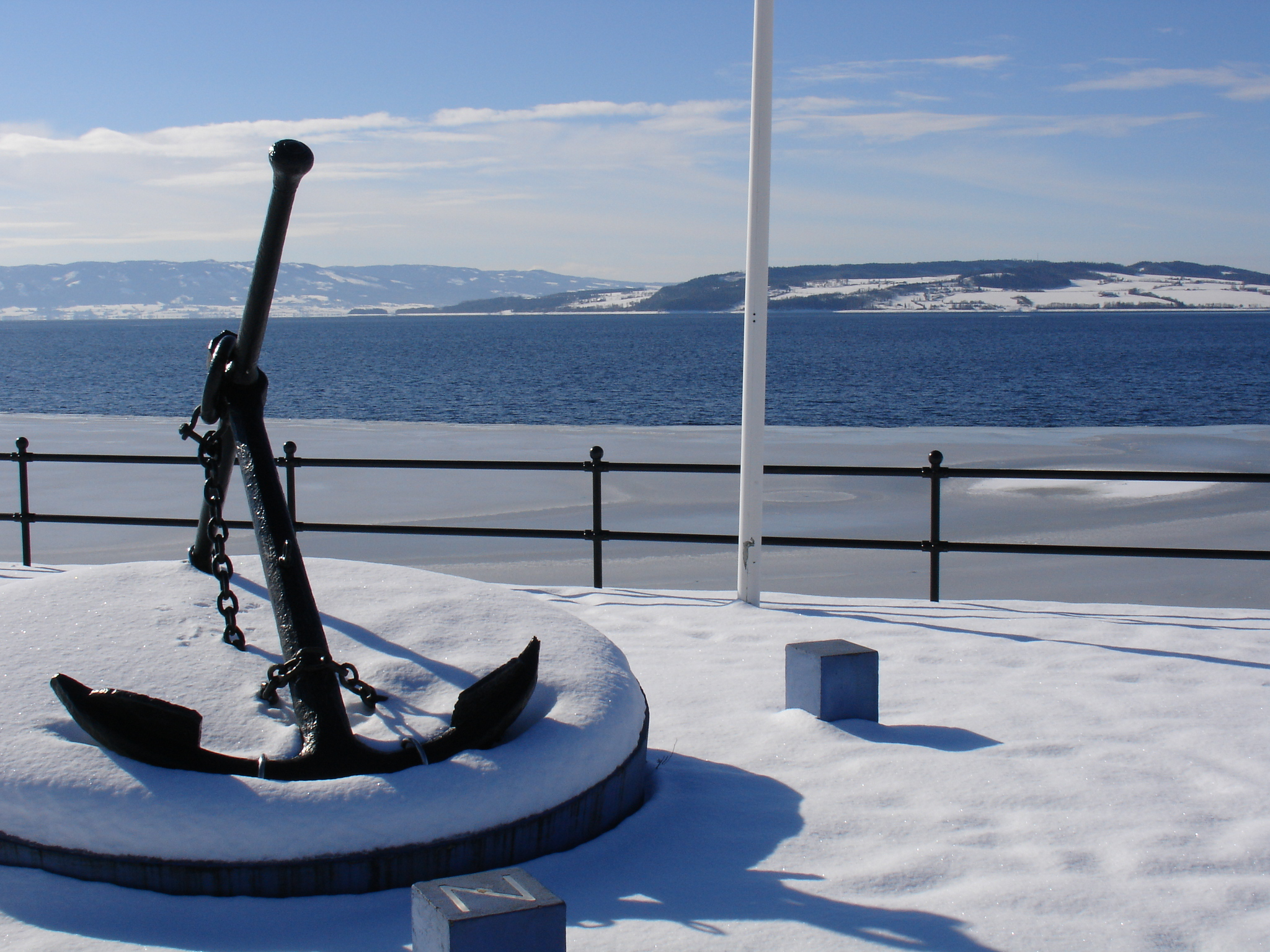
Mjøsa in de winter (bij Hamar)